# Уазеба
Уазеба (начало IV века) — царь Аксумского царства с центром в высокогорных районах современных Эфиопии и Эритреи. Он сменил Афиласа на престоле. Уазеба прежде всего известен по монетам, которые он чеканил во время своего правления. Он был первым аксумским правителем, который гравировал надписи на своих монетах на языке геэз, и единственным царём Аксума, который использовал этот язык на своих золотых монетах.
С. Мунро-Хэй (S. C. Munro-Hay) предполагает, основываясь на ряде найденных монет, на которых использован штамп Уазебы на аверсе и штамп Узаны на реверсе, что эти два царя могли править совместно.